# A.S.D. Boca Pietri
 Associazione Sportiva Dilettantistica Boca Pietri là một câu lạc bộ bóng đá Ý từ Bologna, Emilia-Romagna, nhưng thi đấu tại sân nhà ở Vignola, tỉnh Modena.

## Lịch sử
Câu lạc bộ được thành lập vào năm 1966 với tên Associazione Calcio Boca. Năm 2002, câu lạc bộ sáp nhập với Felsina San Lazzaro (một đội từ San Lazzaro di Savena thành lập năm 1930 với tên FC San Lazzaro), và cái tên của đội đổi thành AC Boca San Lazzaro. Câu lạc bộ đã chơi Serie D / C vào năm 2005-06, chiến thắng và giành quyền chơi mùa giải 2006-07 trong Serie C2. Tuy nhiên, đội đã xuống hạng Serie D chỉ sau một mùa giải, bị Sansovino đánh bại ở vòng playoffs, và liên tiếp đến Eccellenza.
Vào tháng 6 năm 2009, AC Boca tách ra khỏi FC San Lazzaro và mua bản quyền giải đấu từ câu lạc bộ Serie D mới được thăng chức Dorando Pietri Carpi, bị bỏ rơi sau khi các cổ đông của nó chọn tham gia Carpi FC 1909. Câu lạc bộ đã chọn sáp nhập với đội đang chơi ở Prima Categoria Vignolese để bỏ qua luật di dời Serie D (không cho phép chuyển quyền thể thao sang một tỉnh khác: Boca không thể chuyển đến tỉnh Modena từ Bologna nhưng Vignola có thể chuyển đến Carpi) và sẽ chơi các trận đấu tại sân nhà tại Vignola cho mùa giải 2009-10. FC San Lazzaro duy trì vị trí của mình trong năm 2009-10 Eccellenza. Cả hai câu lạc bộ giải thể vào năm 2010.

## Huấn luyện viên đáng chú ý
- liên_kết=|viền Alberto Zaccheroni